# Слуцкое
Слуцкое (укр. Слуцьке, до 2024 года — Червоный Случ) — село в Хмельницком районе Хмельницкой области Украины.
Население по переписи 2001 года составляло 113 человек. Почтовый индекс — 30637. Телефонный код — 3844. Код КОАТУУ — 6824782004.
Деревней протекает река Случь.

## Местный совет
30637, Хмельницкая обл., Хмельницкий р-н, с. Гальчинцы, ул. Советская